# اللواء 111 مشاة (اليمن)
اللواء 111 مشاة هو لواء مشاة يمني يتبع للمنطقة العسكرية الرابعة . يتمركز اللواء حالياً في مديرية أحور بمحافظة أبين.

## القادة
| م | القائد | بداية | نهاية | المدة |
| - | ------ | ----- | ----- | ----- |
| 1 |        |       |       |       |

### تاريخ
في 1 أبريل 2015 أعلنت قيادة وضباط وأفراد اللواء 111 مشاة (اليمن) في مديرية أحور بمحافظة أبين مسقط رأس الرئيس عبد ربه منصور هادي، تأييدهم للقيادة الشرعية المتمثلة بالرئيس، وأكد رئيس أركان اللواء العميد الركن محمد علي أحمد، في رسالة إلى الرئيس عبد ربه، أن قيادة وضباط وأفراد اللواء يقفون إلى جانب الشرعية.